# Relations entre le Bénin et la Russie
Les relations entre le Bénin et la Russie désignent les relations entre deux États, le Bénin et la Russie.

## Relations à l'époque soviétique
L'Union soviétique reconnaît la république du Dahomey en tant qu'État indépendant et souverain le 18 août 1960, et des relations diplomatiques entre les deux États sont établies le 4 juin 1962. À partir du 24 juillet 1962, les relations diplomatiques entre les deux pays sont organisées par l'ambassade soviétique au Togo, jusqu'au 1er février 1966, date à laquelle le premier ambassadeur soviétique au Bénin, Alexander Nikitich Abramov, est nommé,.
Les relations entre les deux pays sont initialement minimes, cependant, les interactions soviétiques avec le pays s'intensifient après l'arrivée au pouvoir de Mathieu Kérékou lors d'un coup d'État en octobre 1972, qui proclame en 1974 que le Dahomey va suivre une voie marxiste-léniniste. Cela a fait de l'Union soviétique le principal allié politique de Kérékou sur la scène internationale,. De 1974 à 1983, plus de 60 % des importations d'armes du Bénin provenaient de l'Union soviétique.
La Marine soviétique effectue des escales périodiques à Cotonou. Entre 1953 et 1980, un total de 462 navires passent dans la capitale.
En novembre 1986, Kérékou effectue une visite d'État en Union soviétique et s'entretient avec Mikhaïl Gorbatchev. Lors de cette visite, une déclaration d'amitié et de coopération est signée.

## Relations avec la fédération de Russie
Le 9 janvier 1992, le Bénin reconnaît la fédération de Russie en tant qu'État successeur de l'Union soviétique, après sa dissolution. La Russie dispose d'une ambassade à Cotonou, et le Bénin dispose d'une ambassade à Moscou.